# 徳川實枝子
徳川 實枝子（とくがわ みえこ、1891年〈明治24年〉2月14日 - 1933年〈昭和8年〉4月25日）は、明治期から昭和期の日本の皇族・華族。旧名は實枝子女王。略字体の「実枝子」表記される場合もある。

## 人物

### 生い立ち
1891年（明治24年）2月14日午前2時30分、有栖川宮威仁親王と同妃慰子の第2女子として誕生し、尋いで實枝子（実枝子）女王と命名された。
1904年（明治37年）5月13日、徳川慶喜公爵の嫡男・慶久との婚約が内定（内約）した。この縁談は伯父・有栖川宮熾仁親王の勧めで、慶喜公も賛成したことでまとまった。慶喜の母・吉子女王は有栖川宮織仁親王の娘であり、實枝子の父・威仁親王も織仁親王の曾孫であったので、慶久とは共通の祖先をもつ遠縁の関係であった。
学習院は早々に退学し、以後は宮邸で教育を受けた。中でも和歌は高崎正風に師事し、特に秀でていた。書は母の慰子妃から有栖川流を伝授され、週に3、4時間は書の練習に励んだ。
1908年（明治41年）10月13日に縁組が勅許、10月27日に納采の儀を経て、11月8日に、徳川慶久に降嫁した。結婚に先立つ、同年4月に兄・栽仁王が20歳で早世し、有栖川宮家の直系は實枝子女王ただ一人となっていた。

### 降嫁後

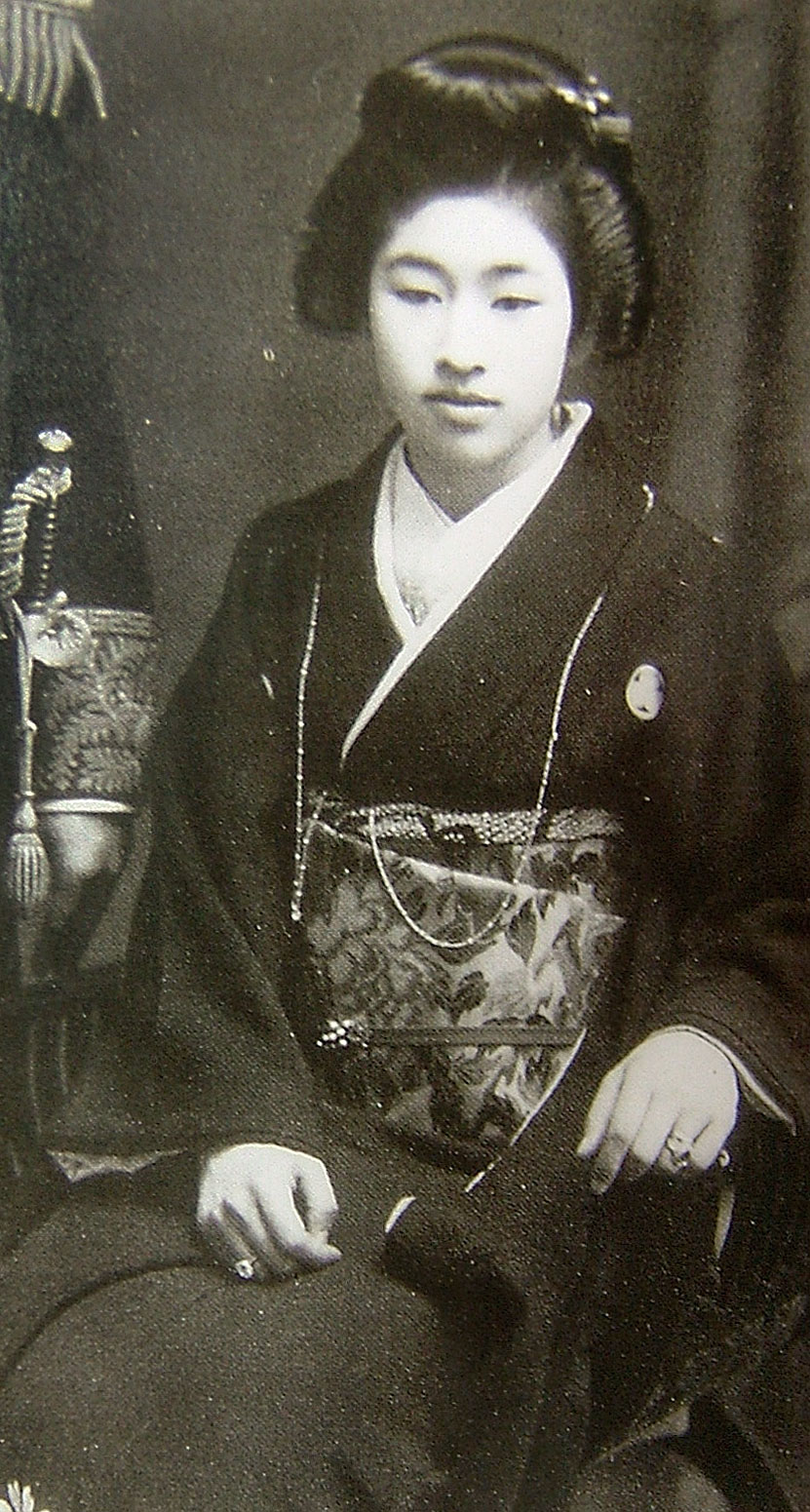
徳川家の家紋の入った留袖を着用した実枝子（撮影時期不明）

1908年（明治41年）12月に久能山東照宮での御廟臨時祭に参列した後、修善寺に立ち寄って新婚旅行を過ごした。実枝子の容貌は良く、慶久の友人・杉村陽太郎は「慶久のやつ、うまくやったな」と言ったとされる。
慶久との間に、慶子（夭折）、喜久子、慶光、久美子を生む。
1913年（大正2年）7月5日に、父・威仁親王が薨去。大正天皇の第三皇子・光宮宣仁親王が、実枝子の次女・喜久子（1911年〈明治44年〉生）との結婚も定められ、有栖川宮家の祭祀を継承することになった。
貞明皇后とは旧知の間柄であり、度々御所に呼ばれては話相手やお稽古の相手を務めたという。
1922年（大正11年）、夫の慶久が急死（病死とも自殺とも言われる）。
1930年（昭和5年）2月4日、喜久子が高松宮宣仁親王と婚姻する。
1933年（昭和8年）、結腸癌を患い東京帝国大学医学部附属医院に入院する。佐世保からの帰途にあった喜久子妃にも電報で知らされた。実枝子は食事を摂取できず、吐血している状態だったが、急行した喜久子妃に「貴女は宮家へ嫁がれた方」とすぐに帰るよう促した。すでに末期の状態で開腹手術も受けたが、実枝子自身は回復すると信じており、喜久子は真実を告げたり遺言を聞きだすことができなかった。
同年4月25日に逝去した。喜久子は臨終に立ち会った外科の塩田広重博士や、内科の稲田龍吉博士に礼を述べた。当時数え年23歳だった喜久子は実枝子の死の経験から、後年高松宮妃癌研究基金を創設した。なお、宣仁親王と喜久子夫妻に子は無く、有栖川宮家の祭祀も絶えたが、有栖川流書道は常陸宮妃華子や秋篠宮文仁親王に伝授されている。